# Spermatorrea
La  spermatorrea  è una fuoriuscita di sperma, involontaria e incontrollata, che avviene durante il sonno di una persona. In passato era considerata una malattia del diciannovesimo secolo. Si differenzia dalla polluzione perché si manifesta in assenza di eccitazione sessuale, a pene flaccido. 
Etimologia: Il termine deriva dal greco dalle due parole "seme" e "scorrere".

## Eziologia
Le cause possono essere sia di natura psichica sia organica. In quest'ultimo caso, le patologie infiammatorie e neoplastiche della prostata posso concorrere a determinare, in alcuni individui, spermatorrea.

## Patologie correlate
Alcuni studi hanno verificato che una precoce manifestazione di spermatorrea nell'individuo può essere considerata un fattore di rischio per il tumore della prostata.